# McCartney
McCartney — дебютный сольный студийный альбом Пола Маккартни, записанный им в конце 1969 года и в начале 1970 года и выпущенный 17 апреля (в Британии; 20 апреля — в США) 1970 года записывающей компанией Apple Records. Альбом был прохладно принят музыкальной критикой, но имел значительный коммерческий успех, поднявшись на вершину Billboard Top LPs и остановившись на #2 в UK Albums Chart (где первенствовали в тот момент Саймон и Гарфанкел с альбомом Bridge over Troubled Water). Вскоре и в Великобритании, и в США альбом получил золотой статус.

## Об альбоме
В конце 1969 года The Beatles практически распались: Джон Леннон заявил о своём решении покинуть состав; было условлено, однако, не делать публичного заявления до тех пор, пока не завершатся переговоры между менеджером группы Алленом Клейном и EMI. В крайне тяжёлом психологическом состоянии Пол Маккартни отправился с женой Линдой и дочерьми на шотландскую ферму. Здесь, постепенно преодолев депрессию, он приступил к работе над материалом, который и составил содержание его дебютного сольного альбома. Перед самым Рождеством он вернулся в Лондон и в обстановке почти полной секретности, использовав собственную аппаратуру и четырёхдорожечный магнитофон, записал песни альбома, сыграв на всех инструментах. Процесс занял четыре месяца, и лишь после этого Пол вновь появился на публике.

### Отзывы критиков
В момент выхода критики встретили альбом весьма враждебно. Современные критики отмечают, что непритязательность «домашнего» звучания наполняют альбом редкостным своеобразием, делают его запоминающимся. Лишь несколько песен здесь (согласно AllMusic) могут считаться полновесной маккартниевской классикой, но они («That Would Be Something», «Every Night», битловский «отход» «Teddy Boy» и «Maybe I’m Amazed», которую С. Т. Эрлевайн называет «потрясающей») обладают мелодическим очарованием и несут печать «истинного Маккартни».
Вскоре после выхода альбома Джордж Харрисон описал «Every Night» и «Maybe I’m Amazed» как «великолепные», однако остальные композиции, по его словам, не произвели на него большого впечатления.

## Список композиций
Слова и музыка всех песен — Пол Маккартни.
| №  | Название                  | Длительность |
| -- | ------------------------- | ------------ |
| 1. | «The Lovely Linda»        | 0:42         |
| 2. | «That Would Be Something» | 2:37         |
| 3. | «Valentine Day»           | 1:40         |
| 4. | «Every Night»             | 2:30         |
| 5. | «Hot as Sun/Glasses»      | 2:06         |
| 6. | «Junk»                    | 1:54         |
| 7. | «Man We Was Lonely»       | 2:57         |

| №  | Название             | Длительность |
| -- | -------------------- | ------------ |
| 1. | «Oo You»             | 2:47         |
| 2. | «Momma Miss America» | 4:04         |
| 3. | «Teddy Boy»          | 2:22         |
| 4. | «Singalong Junk»     | 2:34         |
| 5. | «Maybe I’m Amazed»   | 3:49         |
| 6. | «Kreen-Akrore»       | 4:14         |

Переиздание 2011 года
В июне 2011 года альбом McCartney был переиздан в нескольких изданиях:
- Standard Edition — на одном CD-диске; оригинальный 13-трековый альбом[26].
- Special Edition — на двух CD-дисках; на первом диске — оригинальный 13-трековый альбом, на втором диске 7 бонус-треков[27].
- Deluxe Edition — на двух CD-дисках и одном DVD-диске; на первом CD-диске — оригинальный 13-трековый альбом, на втором CD-диске 7 бонус-треков; а также 128-страничная книга с не изданными ранее фотографиями и новыми комментариями[28].
- Remastered Vinyl — на двух виниловых LP-дисках; версия альбома, включающая в себя треки из Special Edition и ссылку в Интернете на загрузку материала[29].

Диск 1 — оригинальный альбом

Оригинальный 13-трековый альбом.
Диск 2 — бонусные треки

Все треки ранее не издавались.
1. «Suicide» (Out-take) — 2:48
2. «Maybe I’m Amazed» (From One Hand Clapping, 1974) — 4:53
  - В исполнении Пола Маккартни и Wings.
3. «Every Night» (Live at Glasgow, 1979) — 4:30
  - В исполнении Пола Маккартни и Wings.
4. «Hot as Sun» (Live at Glasgow, 1979) — 2:27
  - В исполнении Пола Маккартни и Wings.
5. «Maybe I’m Amazed» (Live at Glasgow, 17 December 1979) — 5:11
  - В исполнении Пола Маккартни и Wings.
6. «Don’t Cry Baby» (Out-take) — 3:07
7. «Women Kind» (Demo) (Mono) — 2:09

Диск 3 — DVD
1. «The Album Story» — 9:15
2. «The Beach» — 2:44
3. «Maybe I’m Amazed» (Music video) — 3:46
4. «Suicide» (From One Hand Clapping, 1974) — 1:33
5. «Every Night» (Live at the Concert for the People of Kampuchea, 1979) — 4:42
6. «Hot as Sun» (Live at the Concert for the People of Kampuchea, 1979) — 2:42
7. «Junk» (MTV Unplugged, 1991) — 2:51
8. «That Would Be Something» (MTV Unplugged, 1991) — 3:17

## Участники записи
- Пол Маккартни — вокал, акустическая гитара, электрическая гитара, бас-гитара, ударные, пианино, орган, перкуссия, винные бокалы, меллотрон, звуковые эффекты.
- Линда Маккартни — вокальные гармонии.

## Позиции в хит-парадах и коммерческие показатели
| Год       | Хит-парад                              | Высшая позиция | Пребывание |
| --------- | -------------------------------------- | -------------- | ---------- |
| 1970—1971 | Австралия (Kent Music Report)          | 3              | нет данных |
| 1970—1971 | Великобритания (UK Albums Chart)       | 2              | 32 недели  |
| 1970—1971 | Испания (PROMUSICAE)                   | 4              | нет данных |
| 1970—1971 | Италия (Musica e dischi)               | 3              | 20 недель  |
| 1970—1971 | Канада (RPM Albums Chart)              | 1              | 37 недель  |
| 1970—1971 | Нидерланды (Hilversum 3 LP Top 10)     | 3              | 9 недель   |
| 1970—1971 | Норвегия (VG-lista)                    | 2              | 21 неделя  |
| 1970—1971 | США (Billboard Top LPs)                | 1              | 50 недель  |
| 1970—1971 | Финляндия (Suomen virallinen lista)    | 9              | 13 недель  |
| 1970—1971 | Франция (SNEP)                         | 4              | 52 недели  |
| 1970—1971 | ФРГ (Offizielle Top 100)               | 15             | 4 недели   |
| 1970—1971 | Япония (Oricon)                        | 13             | 20 недель  |
|           |                                        |                |            |
| 2011      | Великобритания (UK Albums Chart)       | 88             | 1 неделя   |
| 2011      | Германия (Offizielle Top 100)          | 81             | 1 неделя   |
| 2011      | Испания (PROMUSICAE)                   | 74             | 2 недели   |
| 2011      | Нидерланды (Album Top 100)             | 85             | 1 неделя   |
| 2011      | США (Billboard 200)                    | 50             | 2 недели   |
| 2011      | США (Billboard Top Pop Catalog Albums) | 7              | 3 недели   |
| 2011      | Франция (SNEP)                         | 91             | 1 неделя   |
| 2011      | Япония (Oricon)                        | 27             | 4 недели   |

| Хит-парад (1970)              | Позиция |
| ----------------------------- | ------- |
| Австралия (Kent Music Report) | 17      |
| Великобритания (Gallup Poll)  | 10      |
| Италия (FIMI)                 | 15      |
| США (Billboard Top LP’s)      | 25      |
| Франция (InfoDisc)            | 11      |

| Регион                                                      | Сертификация  | Продажи    |
| ----------------------------------------------------------- | ------------- | ---------- |
| Канада (Music Canada)                                       | Платиновый    | 100 000^   |
| США (RIAA)                                                  | 2× Платиновый | 2 000 000^ |
| ^ Данные о тиражах приведены только на основе сертификации. |               |            |